# Acontia luteola
Acontia luteola là một loài bướm đêm trong họ Noctuidae.